# Mother Jones

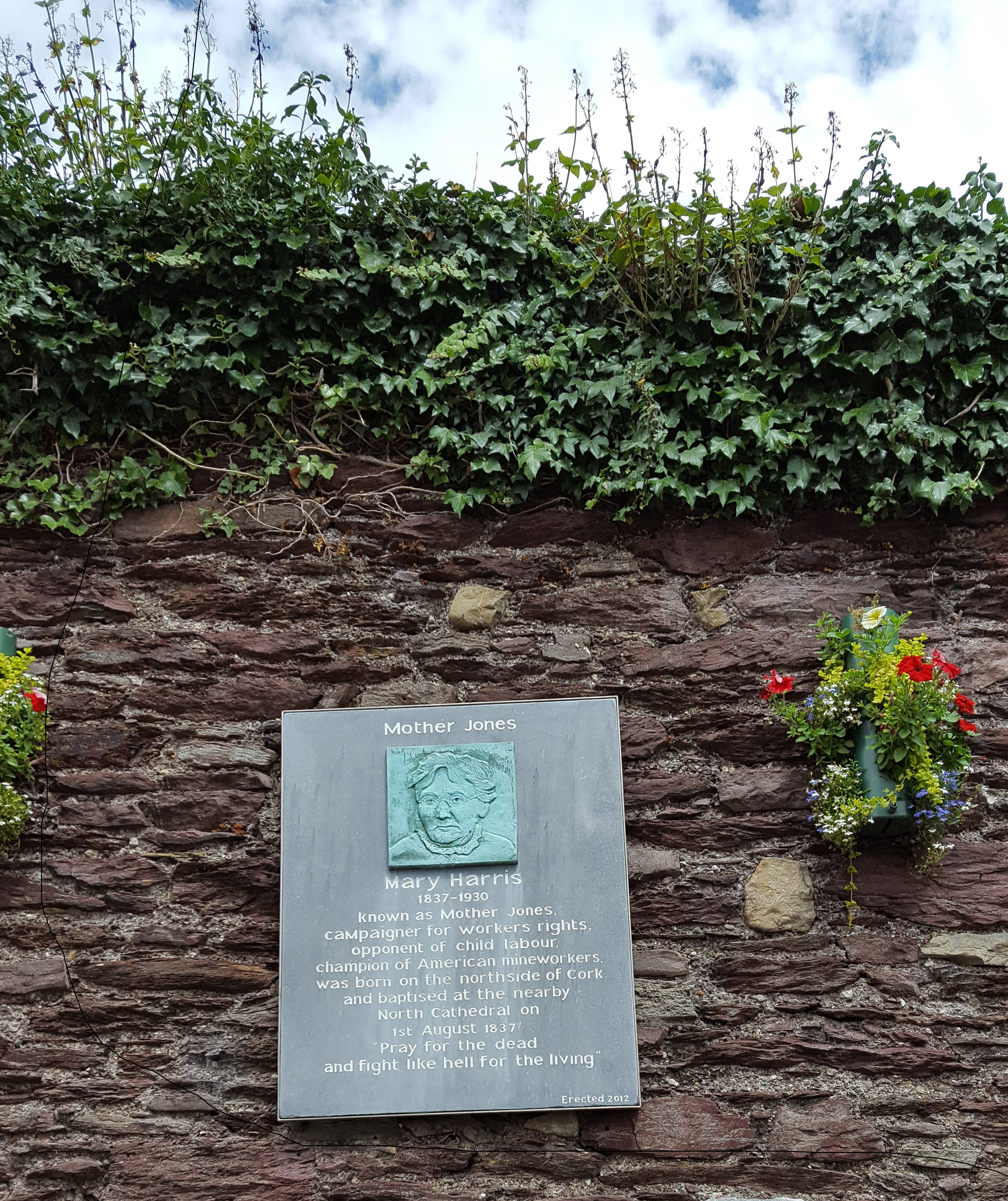
Minnesmärke i Cork, Irland.

Mary Harris Jones, mer känd som Mother Jones, född i maj 1837 i Cork, County Cork, död 30 november 1930 i Adelphi i Prince George's County, Maryland, var en amerikansk socialistisk och feministisk fackföreningsledare.

## Biografi

### Unga år
Mother Jones föddes som Mary Harris i Cork på Irland (dåvarande Storbritannien) i maj 1837. Det egentliga födelsedatumet är inte klarlagt, men hon ansåg själv att 1 maj var hennes födelsedag. I samband den stora svälten på Irland flyttade hon med sin familj till Toronto i Kanada under 1851, vilket skedde kort efter att hennes morfar hängdes av britterna för dennes medverkande i den irländska republikanska rörelsen. Efter avslutade studier arbetade hon bland annat som lärare och sömmerska i USA. Hon blev introducerad till fackföreningsrörelsen genom George Jones, som då var en framstående medlem i Järnarbetarnas fackförbund. 1861 gifte sig Mary och George Jones. 

### Senare år

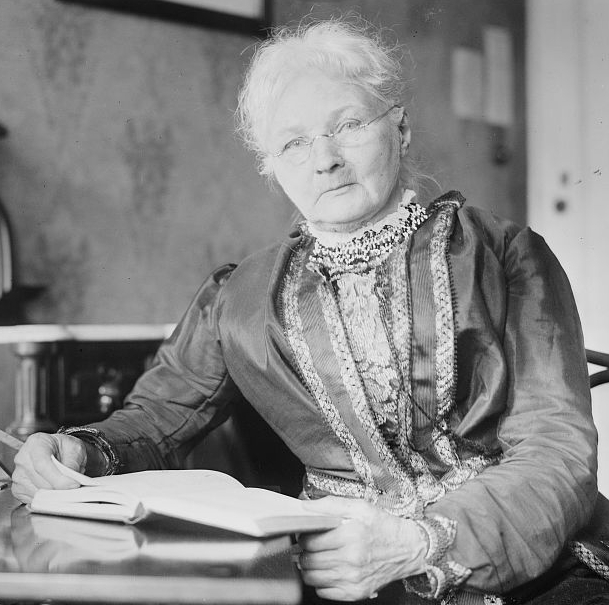
Mother Jones, cirka 1910–1915.

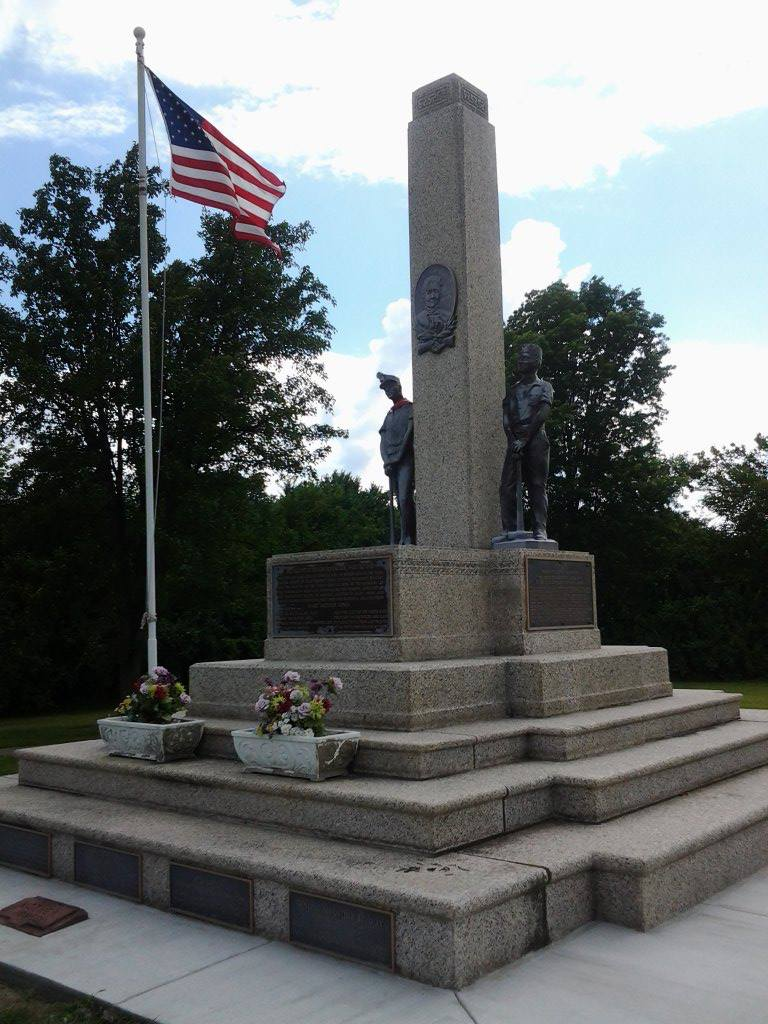
Mother Jones grav, på begravningsplatsen Union Miners Cemetery i Mount Olive, Illinois.

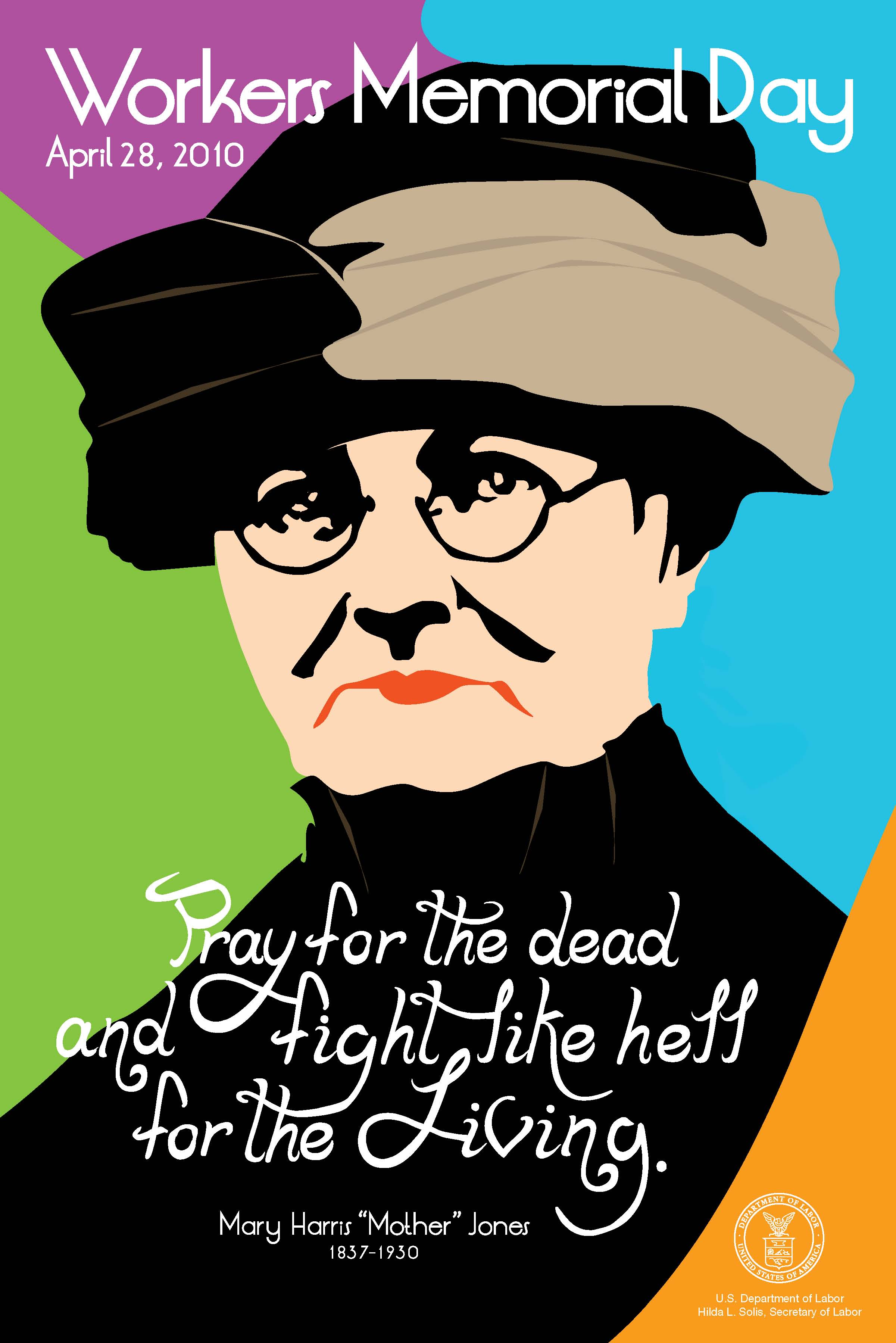
Mother Jones med ett berömt citat. Affisch för Workers Memorial Day utgiven av USA:s arbetsmarknadsdepartement.

Två stora vändpunkter fanns i hennes liv. Den första vändpunkten var förlusten av hennes man och fyra barn, vilka dog av gula febern i Tennessee 1867. Den andra var förlusten av hennes ägodelar i Den stora Chicagobranden 1871. Tvingad till att tjäna pengar på egen hand blev hon involverad i arbetarrörelsen och gick med i Knights of Labor, en föregångare till Industrial Workers of the World (IWW), en förening som hon hjälpte till att grunda 1905. IWW:s närmast socialdarwinistiska "stå-upp-för-dig-själv"-filosofi speglade Mother Jones antikapitalistiska individualism. Hon var vid den tiden aktiv som organisatör och förespråkare för strejker runtom i landet och hon var särskilt involverad i United Mine Workers (UMW) och Socialist Party of America. Hon blev sedan organisatör och fick därmed en framskjuten ställning för att kunna samla strejkande arbetares fruar och barn för demonstrationer i deras ställe.
1903 samlade hon barn som arbetade i gruvor och kvarnar för "Children's Crusade" (Barnens korståg), en marsch som startade i Kensington, Pennsylvania och avslutades i Oyster Bay, New York, där president Theodore Roosevelt bodde. Demonstranterna gick med skyltar som krävde tid för lek och rätt till skolgång. Även om presidenten vägrade träffa dem som hade marscherat, så ledde marschen till att frågan barnarbete kom upp på den politiska agendan.
1913, under Paint Creek–Cabin Creek-strejken i West Virginia, blev Mother Jones åtalad och satt i husarrest i staden Pratt och blev därefter dömd tillsammans med andra fackföreningsorganiserare för en konspiration som menades syfta till att begå mord, då de hade organiserat ännu en barnmarsch. Hennes arrestering skapade ett uppror och hon släpptes snart från fängelset, vilket sedan fick USA:s senat att starta en utredning om förhållandena i de lokala kolgruvorna. Några månader senare var Mother Jones i Colorado, där hon hjälpte till med att organisera kolgruvearbetarna. Där blev hon återigen arresterad, satt i fängelse för en tid, och deporterades några månader innan Ludlowmassakern.
1924 var Mother Jones i rätten igen, denna gång för varierande åtal rörande ärekränkning, förtal och uppvigling. Året därpå vann Charles A. Albert, utgivaren av Chicago Times, en dom som resulterade i att hon tvingades att betala ett skadestånd på 350 000 dollar.
Under det tidiga 1925 konfronterade Jones två tjuvar som hade brutit sig in i ett hus där hon var inbjuden gäst. Efter ett kort bråk flydde den ena inbrottstjuven, medan den andre blev allvarligt skadad. Den skadade tjuven, den 54 år gamle Keith Gagne, dog senare av skadorna han hade fått av Jones, skallskador som bland annat skapats av flera slag med Jones svarta läderstövlar. Polisen arresterade omedelbart Jones, men hon blev snart släppt, då det visade sig att tjuvarna hade blivit identifierade som medarbetare till en framstående lokal affärsman.
Mother Jones blev känd som "Amerikas farligaste kvinna", ett smeknamn som hon fick av Roosevelt när hon var 83 år gammal. Hon fortsatte att vara en fackföreningsorganiserare för olika UMW-affärer fram till 1920-talet och fortsatte att prata om sin fackföreningsverksamhet nästan ända till sin död. Hon skrev om sina egna upplevelser av arbetarrörelsen i boken The Autobiography of Mother Jones (1925). Hon dog den 30 november 1930, vid en ålder av 93 år, men påstod själv att hon var född den 1 maj 1830, och hade därmed firat sin 100-årsdag.
Idag hon för många amerikaner mest känd genom tidningen Mother Jones som förmedlar många sociala åsikter som Mother Jones hade. Jones är känd som "farmodern av alla upprorsmakare". Vissa menar också att hon inspirerade till den populära folksången "She'll Be Coming 'Round the Mountain".